# Naturschutzgebiet Schloss Prunn
Das Schloss Prunn ist ein Naturschutzgebiet in Riedenburg im niederbayerischen Landkreis Kelheim in Bayern.

## Lage
Das Naturschutzgebiet (NSG) befindet sich etwa 4,2 Kilometer östlich von Riedenburg. Benannt ist es nach dem im NSG liegenden Schloss Prunn. Es ist Bestandteil des Naturpark Altmühltal, des Landschaftsschutzgebietes Schutzzone im Naturpark Altmühltal, des Fauna-Flora-Habitat-Gebiets Trockenhänge im unteren Altmühltal mit Laaberleiten und Galgental und des EU-Vogelschutzgebietes-Gebiets Felsen und Hangwälder im Altmühl-, Naab-, Laber- und Donautal. Teil des Naturschutzgebietes ist außerdem der Naturwald Buchenwälder in der südlichen Frankenalb.

## Beschreibung
Das etwa 77 ha große Areal ist ein weitgehend waldfreier Extremstandort. Zusammen mit dem auf der gegenüberliegenden Talseite liegenden Naturschutzgebiet Klamm  und  Kastlhäng stehen die Hänge des Altmühltals auf dieser Höhe vollständig unter Schutz. Der Fels ist seit Jahrtausenden Rückzugsgebiet für konkurrenzschwache und trockenheitsertragende Pflanzen. Zusammen bilden sie dabei seltene und schützenswerte Pflanzengemeinschaften, wie etwa Steppenheidewald und Trockenrasen, auf denen zahlreiche Insekten leben. Die hochspezialisierten Pflanzen dieser Extremstandorte
können sich nach einer Schädigung kaum mehr erholen und bedürfen deshalb in besonderer Weise des Schutzes. Zu finden sind hier die Weiße Fetthenne, Graukresse und Feldgrille.

## Geotop
Der markante Riffkalk-Felsen, auf dem die Burg steht, ist vom Bayerischen Landesamt für Umwelt als bedeutendes Geotop Schlossfelsen Prunn N von Nußhausen (273R006) ausgewiesen. Gebildet wurden die Felsen im Oberjura im Malmdelta und Epsilon. Die höheren Partien reichen vermutlich bis in den Malmzeta. Die Felsen aus Plumpem Felsenkalk bei Prunn gehören zu den wichtigen landschaftsgestaltenden Elemente des unteren Altmühltales.
Das Naturschutzgebiet wurde am 1. November 1956 ausgewiesen.

## Bildergalerie

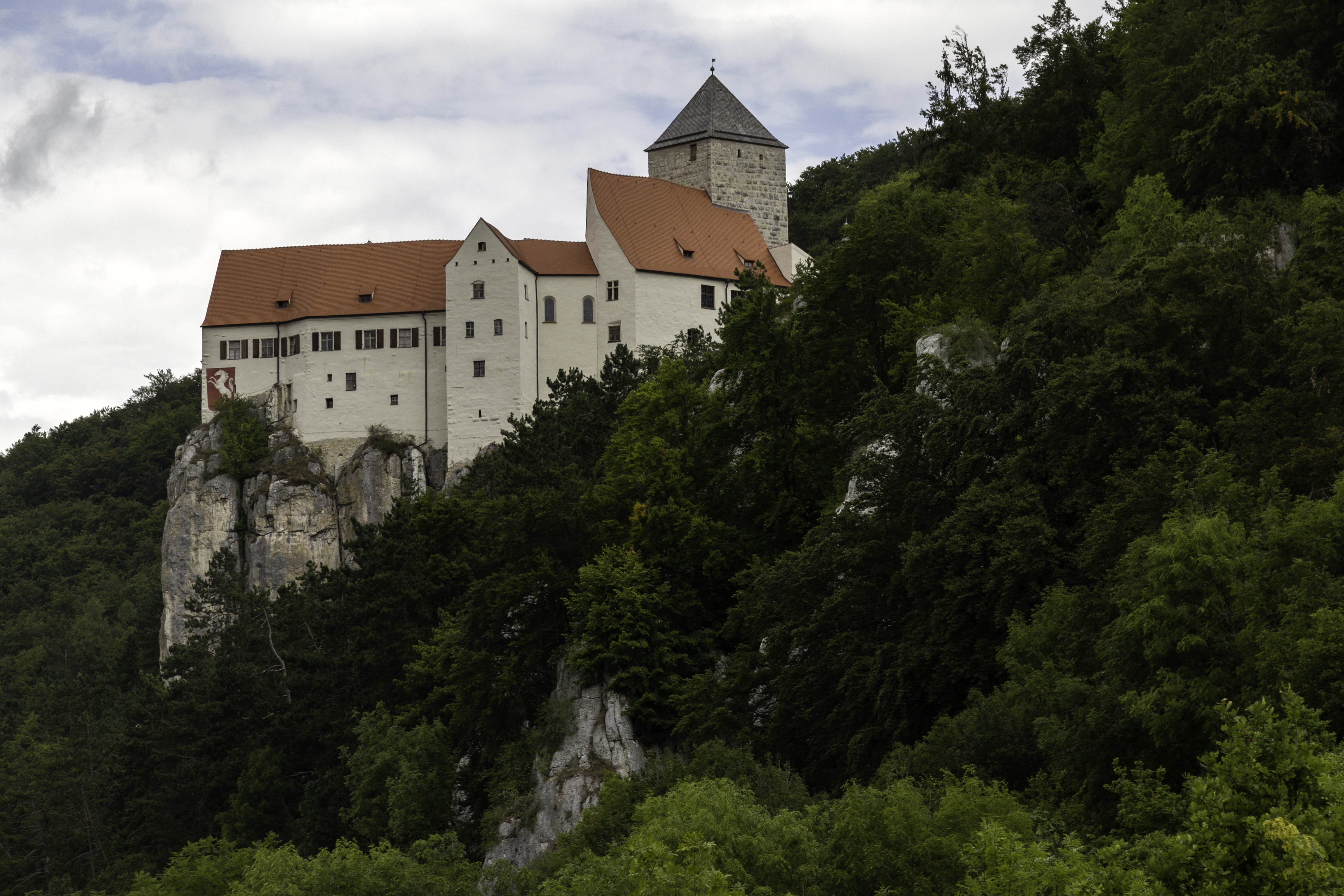
Das namensgebende Schloss Prunn
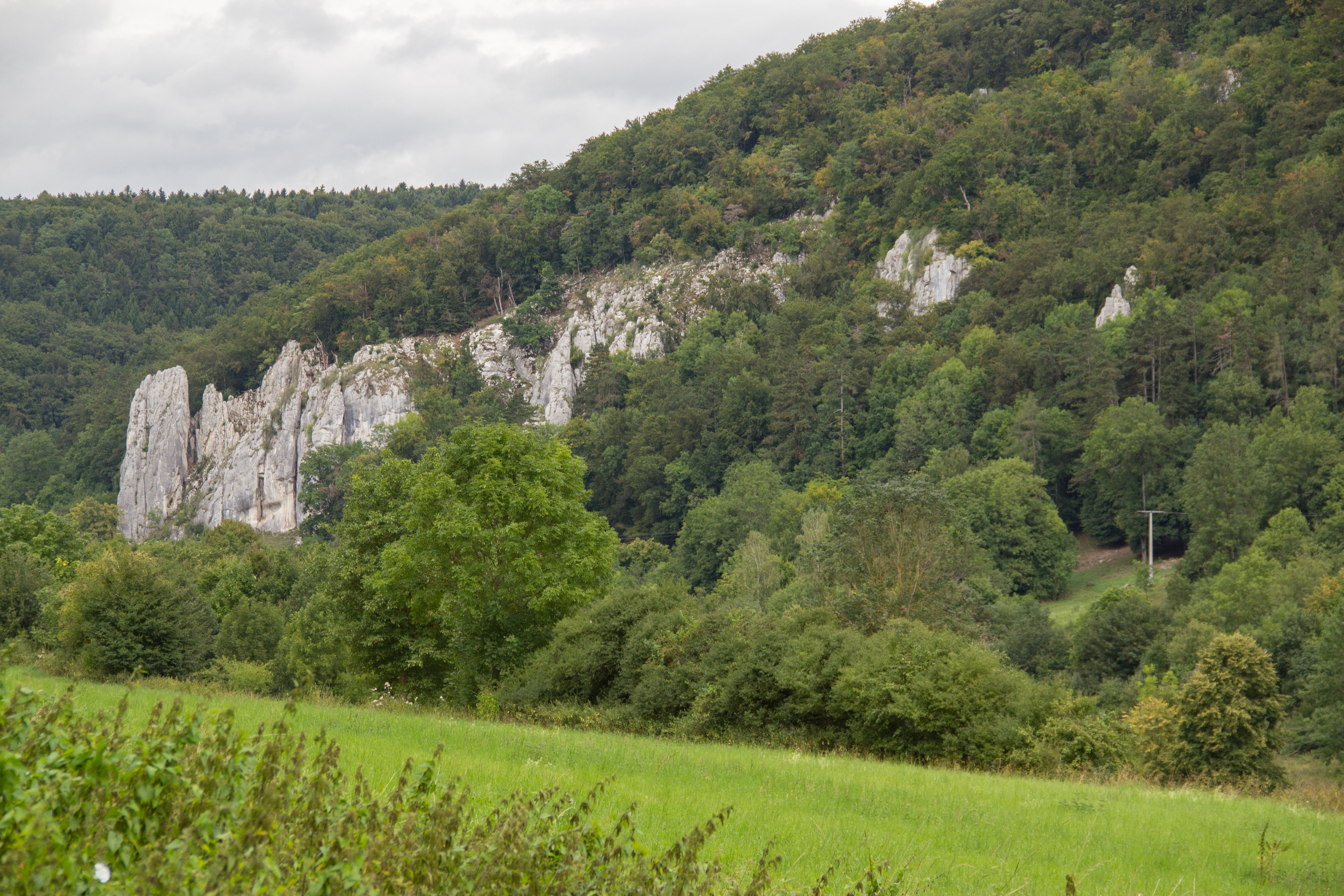
Sicht auf die unter Schutz stehenden Felsen
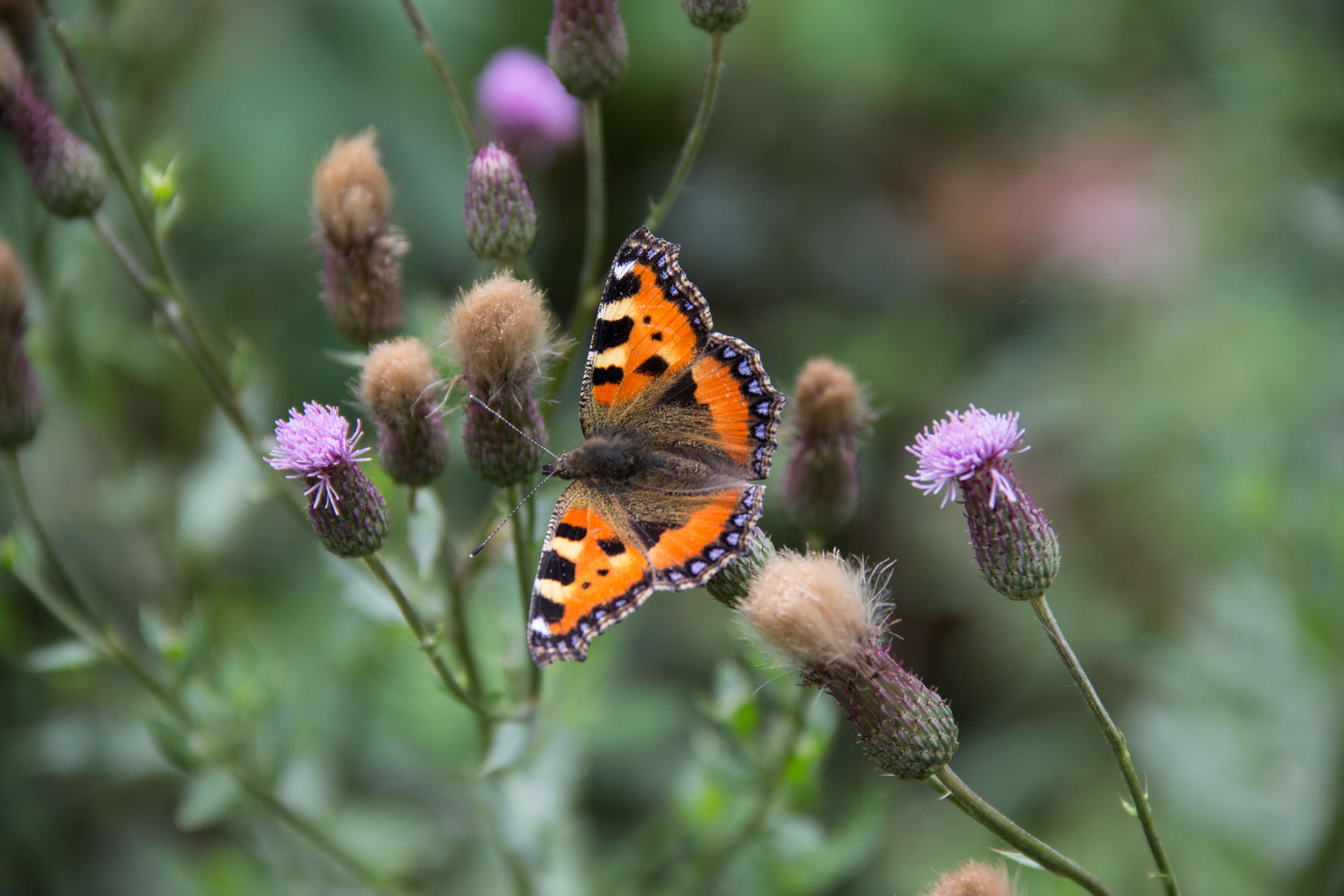
Ein Kleiner Fuchs im NSG